# Summarisk process
Summarisk process är ett förenklat rättsligt förfarande i svensk rätt som används för att snabbt och enkelt få fastställt ett obestritt betalningskrav. Förfarandet hanteras av Kronofogdemyndigheten och är ett alternativ till att gå till domstol i vanliga tvistemål. Den summariska processen regleras i Lag (1990:746) om betalningsföreläggande och handräckning.

## Användningsområde
Den summariska processen är främst avsedd för ekonomiska krav som grundar sig på avtal, till exempel obetalda fakturor, hyror eller lån. Den lämpar sig däremot mindre väl för tvistiga krav, såsom skadestånd där det finns oenighet mellan parterna.

## Förfarande
Den som har ett krav (sökanden) kan ansöka om betalningsföreläggande hos Kronofogdemyndigheten. I ansökan ska det framgå hur mycket pengar som krävs och varför. Om kravet är tydligt och inte bestrids, kan processen avslutas utan att ärendet går till domstol.
När ansökan kommit in skickar Kronofogdemyndigheten ett föreläggande till den person eller det företag som kravet riktas mot (svaranden). Svaranden kan då:
- betala hela beloppet
- bestrida kravet, eller
- inte svara alls.

Om svaranden varken betalar eller bestrider inom utsatt tid, meddelar Kronofogdemyndigheten ett utslag i enlighet med sökandens krav. Detta utslag har samma verkan som en dom i domstol.

## Rättsverkan
Utslaget från Kronofogdemyndigheten fungerar som en exekutionstitel, vilket innebär att det kan ligga till grund för utsökning, det vill säga indrivning av skulden genom exempelvis löneutmätning eller utmätning av egendom.
Om svaranden bestrider kravet, kan sökanden välja att gå vidare genom att låta ärendet prövas i tingsrätt som en vanlig tvistemålsprocess.